# NGC 7226
NGC 7226 је расејано звездано јато у сазвежђу Цефеј које се налази на NGC листи објеката дубоког неба.
Деклинација објекта је + 55° 23' 55" а ректасцензија 22h 10m 27,0s. Привидна величина (магнитуда) објекта NGC 7226 износи 9,6. NGC 7226 је још познат и под ознакама OCL 226.